# Greer Skousen

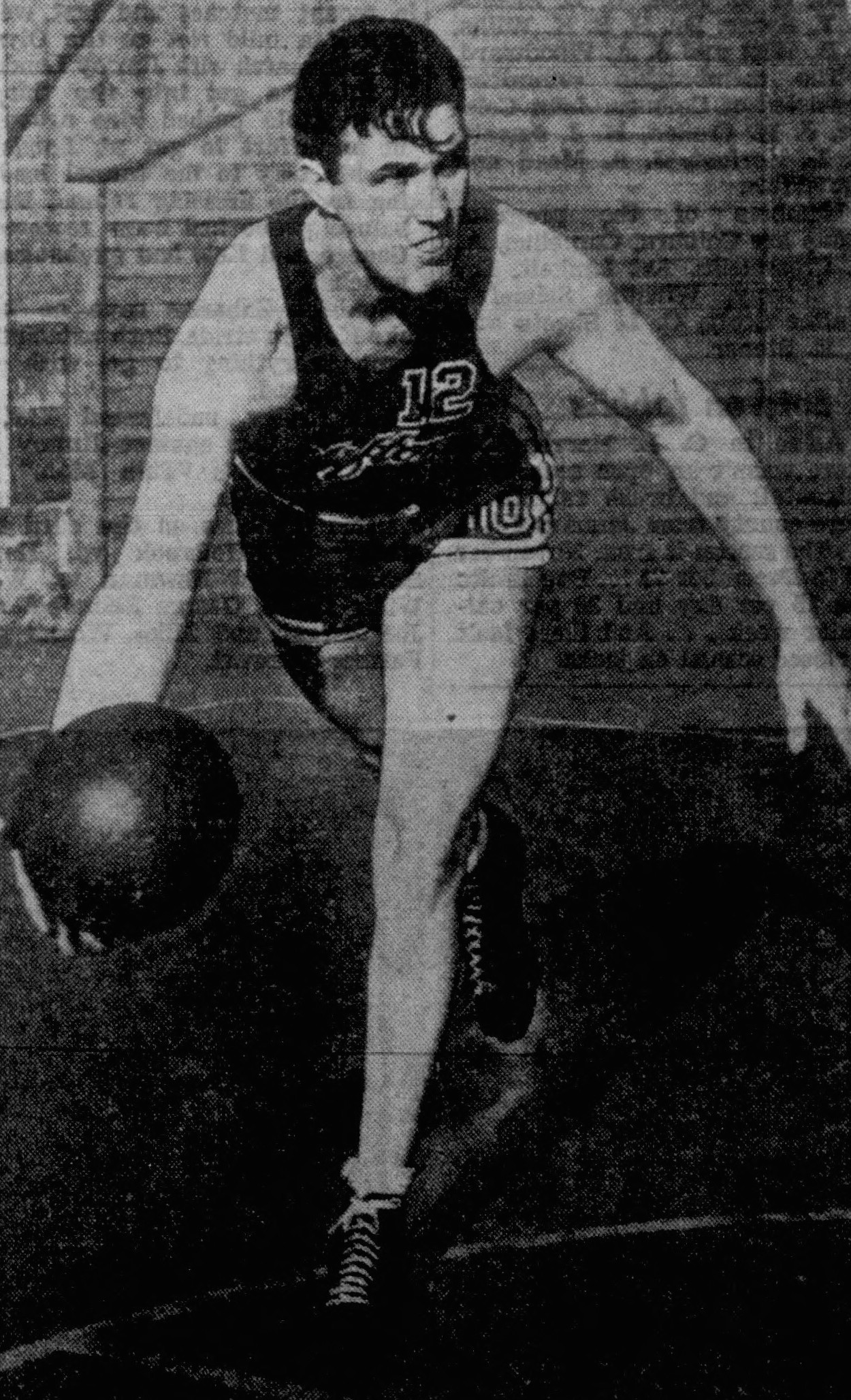
Imagem de Greer Skousen

Aytch Greer Skousen Spilsbury, (Casas Grandes, 24 de setembro de 1916 - San Antonio, 20 de março de 1988) foi um basquetebolista mexicano com ascendência dinamarquesa e Inglesa que integrou a Seleção Mexicana na conquista da Medalha de Bronze disputada nos XI Jogos Olímpicos de Verão em 1936 realizados em Berlim na Alemanha Nazi.